# آنتساهامباهارو
آنتساهامباهارو (به لاتین: Antsahambaharo) یک منطقهٔ مسکونی در ماداگاسکار است که در سامباوا واقع شده‌است. آنتساهامباهارو ۱۱٬۰۰۰ نفر جمعیت دارد و ۲۲۷ متر بالاتر از سطح دریا واقع شده‌است.